# St. Charles Avenue

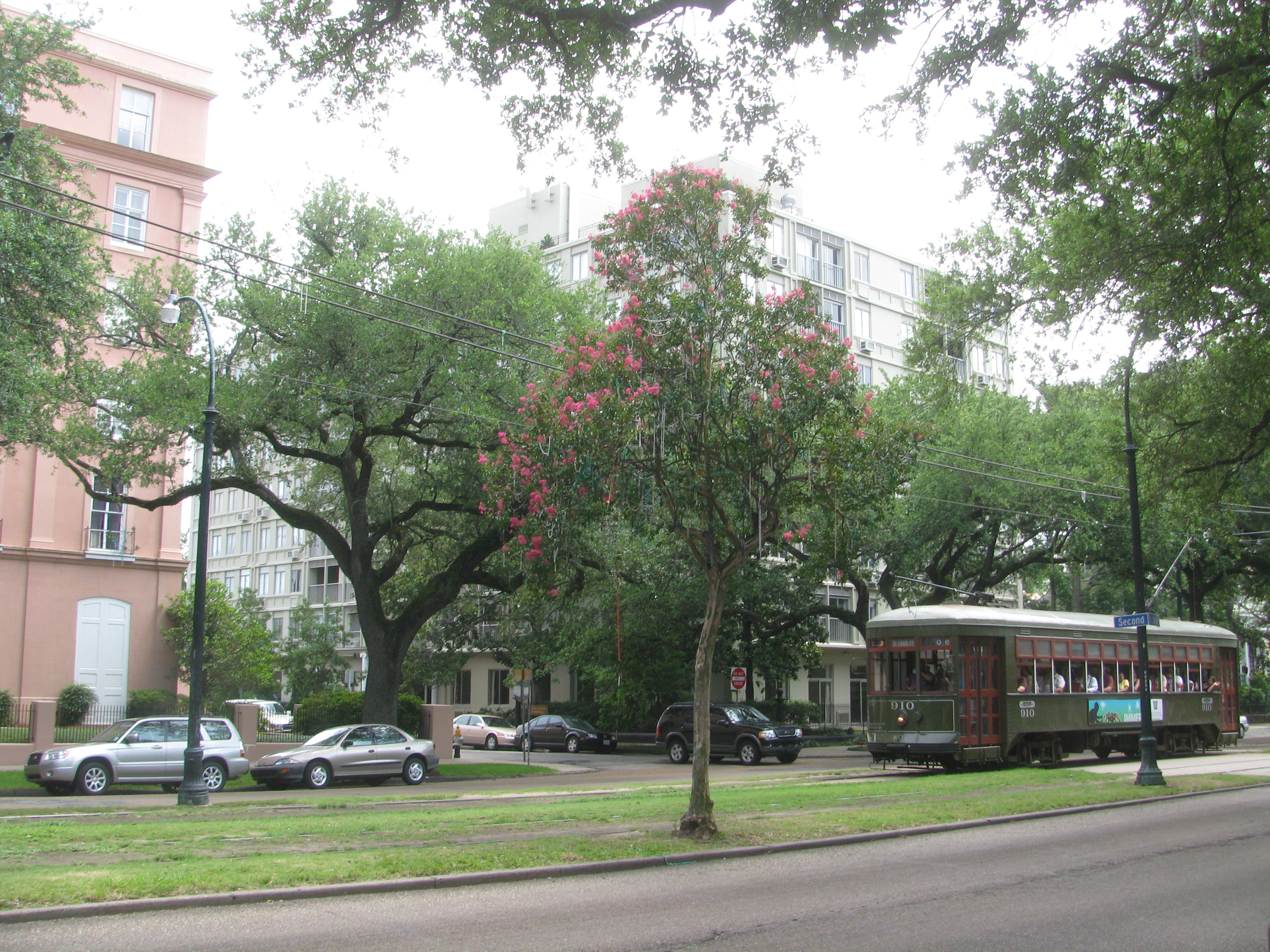
St. Charles Avenue.

La St. Charles Avenue (« avenue Saint-Charles ») est une artère de La Nouvelle-Orléans en Louisiane, aux États-Unis.
L'une des lignes du tramway de La Nouvelle-Orléans et une partie de la parade du Mardi gras empruntent cette voie.